# Scutumara
Scutumara is een geslacht van kreeftachtigen uit de klasse van de Malacostraca (hogere kreeftachtigen).

## Soorten
- Scutumara enodis Ng & Nakasone, 1993
- Scutumara laniger (Tesch, 1918)
- Scutumara miyakei (Nakamura & Takeda, 1972)